# Maria Keinath
Maria Keinath (* 2. Dezember 1887 in Esslingen am Neckar, Württemberg; † 20. November 1969 in Stuttgart) war eine deutsche Politikerin und Landtagsabgeordnete der DDP.

## Leben und Wirken
Maria Keinath wurde als Tochter eines Lehrers und späteren Kaufmanns in Esslingen am Neckar geboren, sie hatte elf teilweise früh verstorbene Geschwister. Sie war Mitglied der Deutschen Demokratischen Partei in Württemberg und gehörte als jüngste weibliche Abgeordnete der Verfassunggebenden Landesversammlung des Freien Volksstaates Württemberg (1919–1920) an. Im Parlament leistete sie Mitarbeit in den Ausschüssen zur Beratung des Diätengesetzes, des Wohnungsbürgschaftsgesetzes und des Volksschulwesens. Daneben war sie Protokollführerin im Fraktionsvorstand der DDP. Bei der Landtagswahl 1920 konnte sie kein Mandat gewinnen.
Sie war Lehrerin, arbeitete zunächst als Hauptlehrerin in Esslingen und ab 1919 als Mittelschullehrerin in Stuttgart.
1946 trat sie der neu gegründeten CDU in Württemberg-Baden bei.
Nach 43 Jahren Lehrerinnentätigkeit verbrachte sie ihren Ruhestand zusammen mit ihrer Zwillingsschwester in Stuttgart-Heslach.